# Henån
Henån er en svensk by i Västra Götalands län i landskabet Bohuslen. Det er Orusts kommuns administrationscenter og i 2005 havde byen 1.855 indbyggere.